# Чернятино (Вологодская область)
Чернятино — деревня в Великоустюгском районе Вологодской области.
Входит в состав Самотовинского сельского поселения, с точки зрения административно-территориального деления — в Самотовинский сельсовет.
Расстояние по автодороге до районного центра Великого Устюга — 10 км, до центра муниципального образования Новатора — 3 км. Ближайшие населённые пункты — Гремячево, Подсосенье, Торопово, Опалипсово, Матрениха, Осиново.
По переписи 2002 года население — 1 человек.